# Afā
Afā es una localidad del distrito de Lapaha, en Tonga. Tiene una población de 490 habitantes en 2021.